# Coppa KOVO 2010 (maschile)
La Coppa KOVO 2010, 5ª edizione della coppa di lega sudcoreana di pallavolo maschile, si è svolta dal 28 agosto al 5 settembre 2010: al torneo hanno partecipato 6 squadre di club sudcoreane e la vittoria finale è andata per la terza volta agli Hyundai Skywalkers.

## Regolamento

### Formula
La competizione prevede tre fasi: una preliminare, una semifinale e la finale. 
- Nella fase preliminare le sei squadre provenienti dalla V-League vengono divise in due gironi tre squadre, al termine dei quali le prime due classificate accedono alla fase semifinale;
- Nella fase semifinale le due squadre provenienti da ciascun girone affrontano le due squadre classificate dall'altro girone, portandosi dietro il risultato del loro scontro diretto; al termine del turno le prime due classificate accedono in finale;
- In finale le due formazioni qualificate si affrontano in gara unica.

### Criteri di classifica
L'ordine del posizionamento in classifica è stato definito in base a:
- Numero di partite vinte;
- Ratio dei punti realizzati/subiti;
- Ratio dei set vinti/persi.

## Squadre partecipanti
| Girone A              | Girone B           |
| --------------------- | ------------------ |
| Korean Air Jumbos     | Hyundai Skywalkers |
| Samsung Bluefangs     | KEPCO 45           |
| Woori Capital Dream 6 | LIG Greaters       |

## Torneo

### Fase preliminare

#### Gruppo A

##### Risultati
| 29 agosto 2010 Suwon Gymnasium, Suwon Durata: 2h:00 - Spettatori: 1 950    | Samsung Bluefangs     | 1 - 3 | Woori Capital Dream 6 | 25-22, 18-25, 27-29, 26-28 |
| 31 agosto 2010 Suwon Gymnasium, Suwon Durata: 1h:43 - Spettatori: 1 553    | Korean Air Jumbos     | 3 - 1 | Samsung Bluefangs     | 25-21, 25-21, 20-25, 25-12 |
| 1º settembre 2010 Suwon Gymnasium, Suwon Durata: 1h:54 - Spettatori: 1 628 | Woori Capital Dream 6 | 1 - 3 | Korean Air Jumbos     | 36-34, 18-25, 20-25, 17-25 |

##### Classifica
| Pos. | Squadra               | G | V | P | SV | SP | Ratio | PF  | PS  | Ratio |
| ---- | --------------------- | - | - | - | -- | -- | ----- | --- | --- | ----- |
| 1    | Korean Air Jumbos     | 2 | 2 | 0 | 6  | 2  | 3,000 | 204 | 170 | 1,200 |
| 2    | Woori Capital Dream 6 | 2 | 1 | 1 | 4  | 4  | 1,000 | 195 | 205 | 0,951 |
| 3    | Samsung Bluefangs     | 2 | 0 | 2 | 2  | 6  | 0,333 | 175 | 199 | 0,879 |

      Qualificata alla fase semifinale.

#### Gruppo B

##### Risultati
| 28 agosto 2010 Suwon Gymnasium, Suwon Durata: 1h:50 - Spettatori: 4 762  | Hyundai Skywalkers | 0 - 3 | LIG Greaters       | 24-26, 32-34, 31-33               |
| 30 agosto 2010 Suwon Gymnasium, Suwon Durata: 1h:29 - Spettatori: 1 584  | KEPCO 45           | 0 - 3 | Hyundai Skywalkers | 25-27, 25-27, 21-25               |
| 1º settembre 2010 Suwon Gymnasium, Suwon Durata: 2h:02 - Spettatori: 880 | LIG Greaters       | 3 - 2 | KEPCO 45           | 25-23, 25-10, 15-25, 20-25, 15-12 |

##### Classifica
| Pos. | Squadra            | G | V | P | SV | SP | Ratio | PF  | PS  | Ratio |
| ---- | ------------------ | - | - | - | -- | -- | ----- | --- | --- | ----- |
| 1    | LIG Greaters       | 2 | 2 | 0 | 6  | 2  | 3,000 | 193 | 182 | 1,060 |
| 2    | Hyundai Skywalkers | 2 | 1 | 1 | 3  | 3  | 1,000 | 166 | 164 | 1,012 |
| 3    | KEPCO 45           | 2 | 0 | 2 | 2  | 6  | 0,333 | 166 | 179 | 0,927 |

      Qualificata alla fase semifinale.

### Fase semifinale

#### Risultati
| 2 settembre 2010 Suwon Gymnasium, Suwon Durata: 1h:59 - Spettatori: 1 543 | Korean Air Jumbos     | 3 - 1 | LIG Greaters          | 26-28, 25-17, 25-22, 25-23        |
| 3 settembre 2010 Suwon Gymnasium, Suwon Durata: 1h:10 - Spettatori: 1 489 | Woori Capital Dream 6 | 0 - 3 | Hyundai Skywalkers    | 14-25, 22-25, 12-25               |
| 4 settembre 2010 Suwon Gymnasium, Suwon Durata: 1h:15 - Spettatori: 1 998 | Hyundai Skywalkers    | 3 - 0 | Korean Air Jumbos     | 25-17, 25-17, 25-21               |
| 4 settembre 2010 Suwon Gymnasium, Suwon Durata: 2h:03 - Spettatori: 3 326 | LIG Greaters          | 3 - 2 | Woori Capital Dream 6 | 25-22, 16-25, 22-25, 25-22, 15-11 |

#### Classifica
| Pos. | Squadra               | G | V | P | SV | SP | Ratio | PF  | PS  | Ratio |
| ---- | --------------------- | - | - | - | -- | -- | ----- | --- | --- | ----- |
| 1    | Hyundai Skywalkers    | 3 | 3 | 1 | 9  | 3  | 3,000 | 316 | 267 | 1,184 |
| 2    | Korean Air Jumbos     | 3 | 3 | 1 | 9  | 6  | 1,500 | 360 | 335 | 1,075 |
| 3    | LIG Greaters          | 3 | 3 | 1 | 10 | 7  | 1,429 | 386 | 388 | 0,995 |
| 4    | Woori Capital Dream 6 | 3 | 1 | 3 | 6  | 10 | 0,600 | 348 | 383 | 0,909 |

      Qualificata in finale.

### Finale
| 5 settembre 2010 Suwon Gymnasium, Suwon Durata: 1h:15 - Spettatori: 4 757 | Hyundai Skywalkers | 3 - 0 | Korean Air Jumbos | 25-16, 25-16, 25-22 |